# Glycerinester
Glycerinester sind Ester, die Glycerin enthalten. Ester werden aus einem Alkohol und einer Säure hergestellt. Bei den Glycerinestern ist die Alkoholkomponente das Glycerin, ein dreiwertiger Alkohol.

Beispiel für ein Triglycerid in Fetten und Ölen. Der blau markierte Fettsäurerest ist gesättigt, der grün markierte ist einfach, der rot markierte dreifach ungesättigt. Die Doppelbindungen sind cis-konfiguriert. Im Zentrum ist schwarz das dreifach acylierte Glycerin erkennbar. Öle enthalten einen höheren Anteil an essentiellen Fettsäureresten (= ungesättigte Fettsäurereste) als Fette.

Die Säurekomponente ist meist eine Carbonsäure. Daraus ergeben sich Ester, wie sie in den typischen Vertretern tierischer und pflanzlicher Öle und Fette enthalten sind.
Die Säure kann auch eine Mineralsäure (z. B. Salpetersäure) sein. Ein typischer Vertreter solcher Ester ist das „Nitroglycerin“, das korrekt Glycerintrinitrat heißt.
Bei den Glycerinestern unterscheidet man Mono-, Di- und Triester je nach der Anzahl der mit dem Glycerinmolekül veresterten Säuremoleküle. Phospholipide wie Phosphatidylcholine sind meist mit einer substituierten oder unsubstituierten Phosphorsäure sowie ein oder zwei Fettsäuren verestert.
Die Reaktion von Alkoholen und Säuren zu Estern wird Veresterung genannt. Da bei der Reaktion pro Esterbindung ein Wassermolekül gebildet wird, gehört die Veresterung zum Typus der Kondensationsreaktion. Als Katalysatoren dienen dabei geringe Mengen starker Mineralsäuren (üblicherweise Schwefelsäure). Die Veresterung unterliegt dem chemischen Gleichgewicht, daher erhöht sich die Ausbeute an Ester, wenn Wasser aus dem Reaktionsgemisch entfernt wird.

## Verwendung
Glycerinester (in der Regel durch Wasserdampfdestillation aus dem Wurzelharz von Koniferen gewonnen) wird hauptsächlich zur Stabilisierung von Aussehen und Farbe von nichtalkoholischen Getränken eingesetzt. Bisher sind keine schädlichen Nebenwirkungen bekannt.
Glycerinester aus Wurzelharz sind in der EU als Lebensmittelzusatzstoff der Bezeichnung E 445 zugelassen. In Kosmetikprodukten sind Glycerinester z. B. unter der Bezeichnung GLYCERYL ABIETATE (INCI) aufgeführt. 
Nitroglycerin findet Verwendung als Arzneistoff und als Explosivstoff.